# Charles Kittel
Charles Kittel (n. 18 iulie 1916, New York City, New York, SUA – d. 15 mai 2019, Berkeley, California, SUA) a fost un fizician de origine americană care a întreprins cercetări notabile în domeniul ferimagnetismului, a fizicii materiei condensate și a fizicii stării solide. A fost profesor emerit la Universitatea Berkeley din California.

## Premii
- Buckley Prize for Solid State Physics, 1957
- Berkeley Distinguished Teacher Award, 1970
- Oersted Medal, American Association of Physics Teachers, 1972

## Lucrări
- Charles Kittel: Introduction to Solid State Physics, 1953, ISBN 047141526X
- Charles Kittel: Quantum Theory of Solids. Wiley, 1963, ISBN 0471490253.
- Charles Kittel, H. Kroemer: Thermal Physics, 2. Auflage, 1980, ISBN 0716710889